# Aromatoleum
Aromatoleum es un género de proteobacterias capaz de biodegradar compuestos responsables de polución orgánica. El genoma de unos ~4.7 Mb del organismo desnitrificante facultativo Aromatoleum aromaticum, cepa EbN1, fue el primero en secuenciarse para un degradador anaeróbico de compuestos hidrocarbonados (usando tolueno o etilbenceno como sustratos). 
La secuencia génica de la bacteria reveló unas dos docenas de clústers génicos (incluyendo varios parálogos) que codificaban para una compleja red catabólica para la degradación aeróbica y anaeróbica de compuestos aromáticos. Esta secuencia genómica forma la base de detallados estudios actuales acerca de la regulación de vías y estructuras enzimáticas.